# 미나카미정 (폐지)
미나카미정(일본어: 水上町)은 일본 군마현 도네군에 속했던 정이다. 2005년 10월 1일, 쓰키요노정, 니하루촌과 합병해 미나카미정(みなかみ町)이 되어 소멸했다.

## 지리
군마현 최북단에 위치한 마을이다. 도네 강의 최상류로, 다니가와 다케의 등산로도 있다. 또한 도네 강을 따라 미나카미 온천향이 산재한다.

## 역사
- 1889년 4월 1일 - 정촌제 시행과 함께 도네군 미나카미촌이 탄생하였다. 합병 당시 촌은 18개가 존재하였다.
- 1947년 10월 1일 - 정으로 승격해 미나카미정이 되었다.
- 2005년 10월 1일 - 쓰키요노정, 미나카미정, 니하루촌과 합병해 미나카미정이 되었다.

## 교통

### 철도
- 동일본 여객철도
  - 조에쓰선

### 도로
- 국도 291호선

## 참고 문헌
- 角川日本地名大辞典編纂委員会, 『角川日本地名大辞典 10 群馬県』1988, 角川書店